# Thorichthys
Thorichthys ist eine Buntbarschgattung, die in Flüssen und Seen auf der karibischen Seite von Mittelamerika vorkommt. Das Verbreitungsgebiet der Gattung liegt zwischen dem Rio Antigua im mexikanischen Bundesstaat Veracruz und dem Río Motagua, der an der Grenze zwischen Guatemala und Honduras in die Karibik mündet.

## Merkmale
Thorichthys-Arten werden 12 bis 16 Zentimeter lang. Der Körper der Thorichthys-Arten ist oval und seitlich abgeflacht, der Kopf spitz mit verlängerter Schnauze. Das steile Kopfprofil erinnert an die südamerikanische Gattung Geophagus. Charakteristisch für die Gattung ist die Abwesenheit von Schuppen an den Basen der weichstrahligen Abschnitte von Rücken- und Afterflosse. Die Schwanzflosse schließt gerade ab oder ist leicht eingebuchtet. Quer- oder Längsstreifen auf den Körperseiten sind unterschiedlich stark ausgeprägt. Auf dem dritten Querstreifen liegt meist ein deutlich ausgebildeter dunkler Fleck. Die Kiemenhäute sind rot. Ein schwarzer Fleck befindet sich auf dem unteren Winkel des Kiemendeckels. Der Kopf und die Körperseiten sind mit blauen Punkten gemustert. Thorichthys-Arten sind Offenbrüter, die ihr Gelege auf einen Stein oder eine Wurzel deponieren.

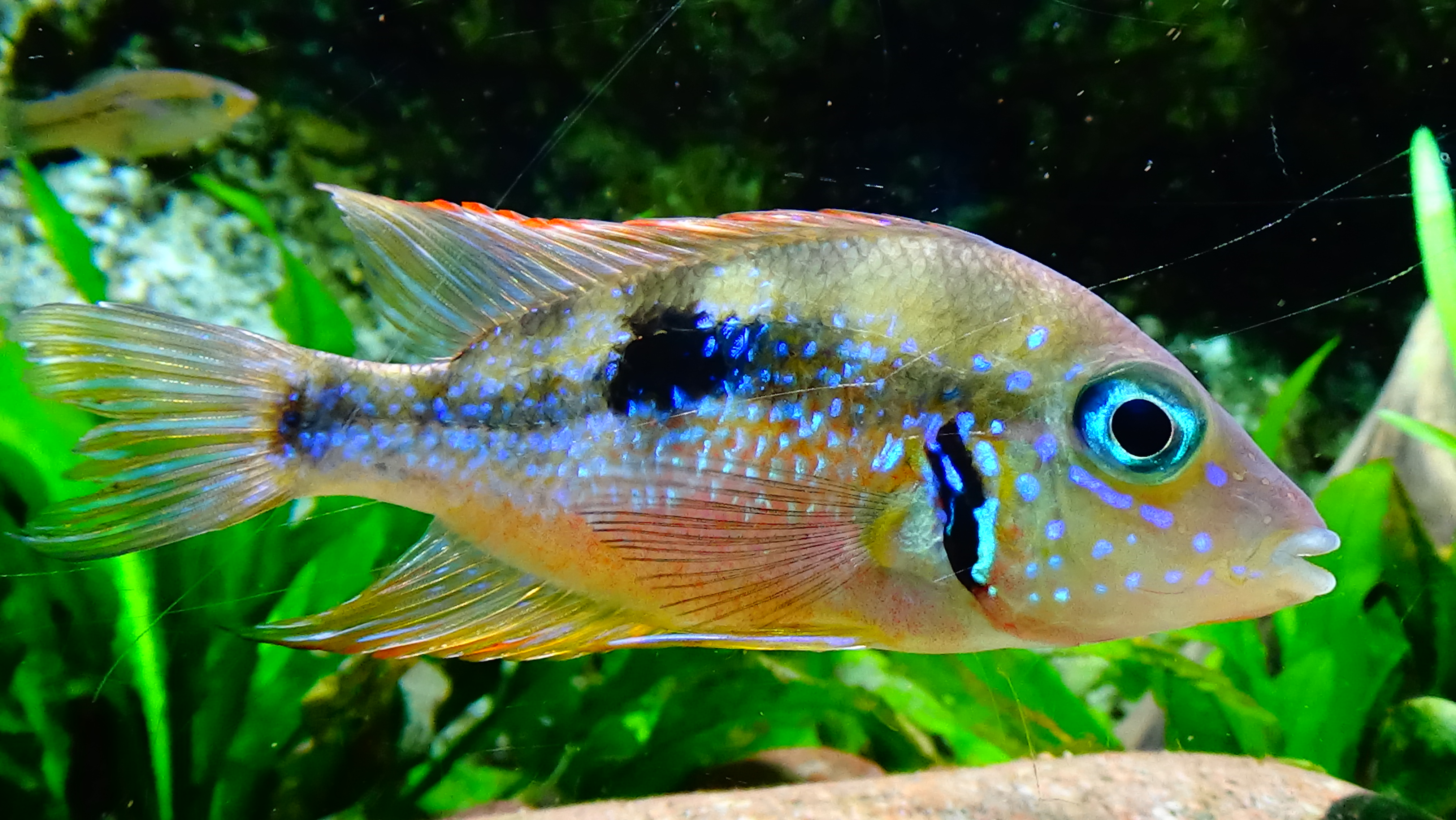
Thorichthys aureus

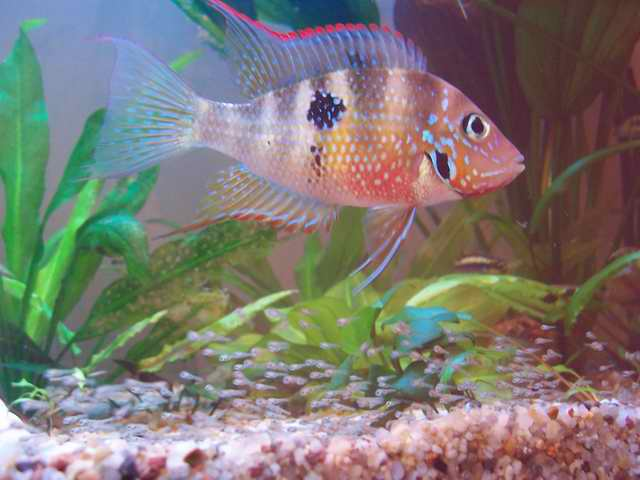
Thorichthys helleri

## Arten
Gegenwärtig besteht die Gattung aus neun sehr ähnlichen Arten:
- Gelbbrustbuntbarsch (Thorichthys affinis Günther, 1862)
- Goldbuntbarsch (Thorichthys aureus Günther, 1862)
- Thorichthys callolepis (Regan, 1904)
- Gelbkehliger Feuermaulbuntbarsch (Thorichthys helleri Steindachner, 1864)
- Elliots Buntbarsch (Thorichthys maculipinnis Steindachner, 1864)
- Feuermaulbuntbarsch (Thorichthys meeki Brind, 1918)
- Thorichthys panchovillai Del Moral-Flores, López-Segovia, Hérnandez-Arellano, 2017
- Thorichthys pasionis (Rivas, 1962)
- Thorichthys socolofi (Miller & Taylor, 1984)

In Mexiko gibt es noch einige Arten, die bisher unbeschrieben sind.